# 廚藝學校

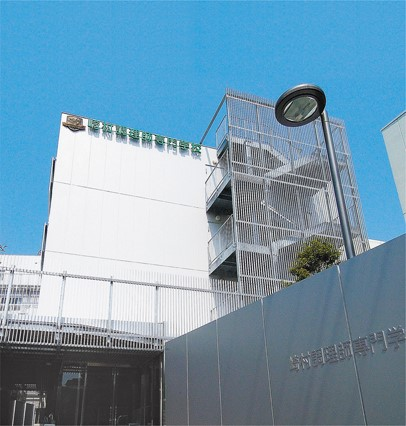
日本崎村調理師専門学校

廚藝學校，又名烹飪學校或料理學校，是一種專門把烹飪及食材準備的藝術及科學以機構化的方法來教授。部份廚藝學校亦有頒授學士學位與完成一定課程編排及達至某種能力層次的學生。廚藝學校一般都會與公眾食肆連盟，畀使學生能夠在食肆的真實環境裡贏取經驗，並能夠嘗試多種不同的角式。

## 參看
- 中華廚藝學院
- 國際廚藝學院
- 巴黎藍帶廚藝學校
- 欧洲专业烹饪中心